# Бабич, Ярослав Леонидович
Ярослав Леонидович Бабич (25 марта 1976 — 25 июля 2015) — один из основателей и юрист батальона «Азов», заместитель руководителя штаба Гражданского Корпуса «Азов» .

## Биография
Ярослав Бабич родился 25 марта 1976 в городе Шостка Сумской области Украины.
В 1993 году окончил Киевскую среднюю школу № 267. В этом году поступил на юридический факультет Военного института Киевского национального университета имени Тараса Шевченко.
С июня 1998 по март 2000 года служил в Вооруженных Силах Украины в должности юрисконсульта воинской части А-3653, г. Борисполь.
29 апреля 2014 — избран главным юристом Общества Содействия ВСУ и ВМС «Патриот Украины».
С началом войны на Донбассе стал одним из основателей батальона «Азов». В июне-октябре 2014 года был руководителем учебно-мобилизационного центра батальона.

### Смерть
26 июля 2015 года утром Ярослав Бабич был найден повешенным в собственной квартире. Вечером накануне он вернулся из Карпат, где продолжались учения бойцов «Азова». По дороге поговорил с женой и больше на связь не вышел.

## Расследование смерти
Ярослава Бабича нашли повешенным в собственной квартире на шведской стенке утром 26 июля 2015 года. Официальная версия следствия — самоубийство. Кроме того, по факту смерти Ярослава полиция открыла уголовное производство по статье 115 Уголовного кодекса.
По состоянию на 2016 год, Лариса Бабич, вдова Ярослава, 9 раз пыталась сменить статус «свидетелей» на «потерпевшей» и стать полноправным участником процесса, однако каждый раз получала отказы. В полиции Киевской области же сообщили, что она не должна быть пострадавшей, потому что Бабич, по версии следствия, умер в результате несчастного случая.
В 2018 году Олег Однороженко, идеолог Социал-Национальной Ассамблеи, обвинил в организации убийства Ярослава Бабича Сергея Коротких. В ответ представители партии Национальный корпус обвинили Однороженко во лжи.
На пресс-конференции в Киеве в 2019 году Лариса Бабич заявила, что убийцей является Сергей Коротких. Она призвала забрать дело из полиции, передать её Службе безопасности Украины и возобновить расследование, а также предоставить охрану её семье. По её словам, уничтожить доказательства и материалы производства приказал Вадим Троян, в то время начальник полиции Киевской области, в результате чего были уничтожены все данные из изъятого ноутбука Бабича. Она сказала, что препятствовали расследованию Антон Геращенко, Арсен Аваков и Андрей Билецкий.

### Интервью
- Павел Себастьянович (14 мая 2014), Ярослав Бабич. Донбасс - трудный ребёнок
- Павел Себастьянович (23 апреля 2014), Ярослав Бабич. Правый сектор за объединение славян